# Caixa de Pandora

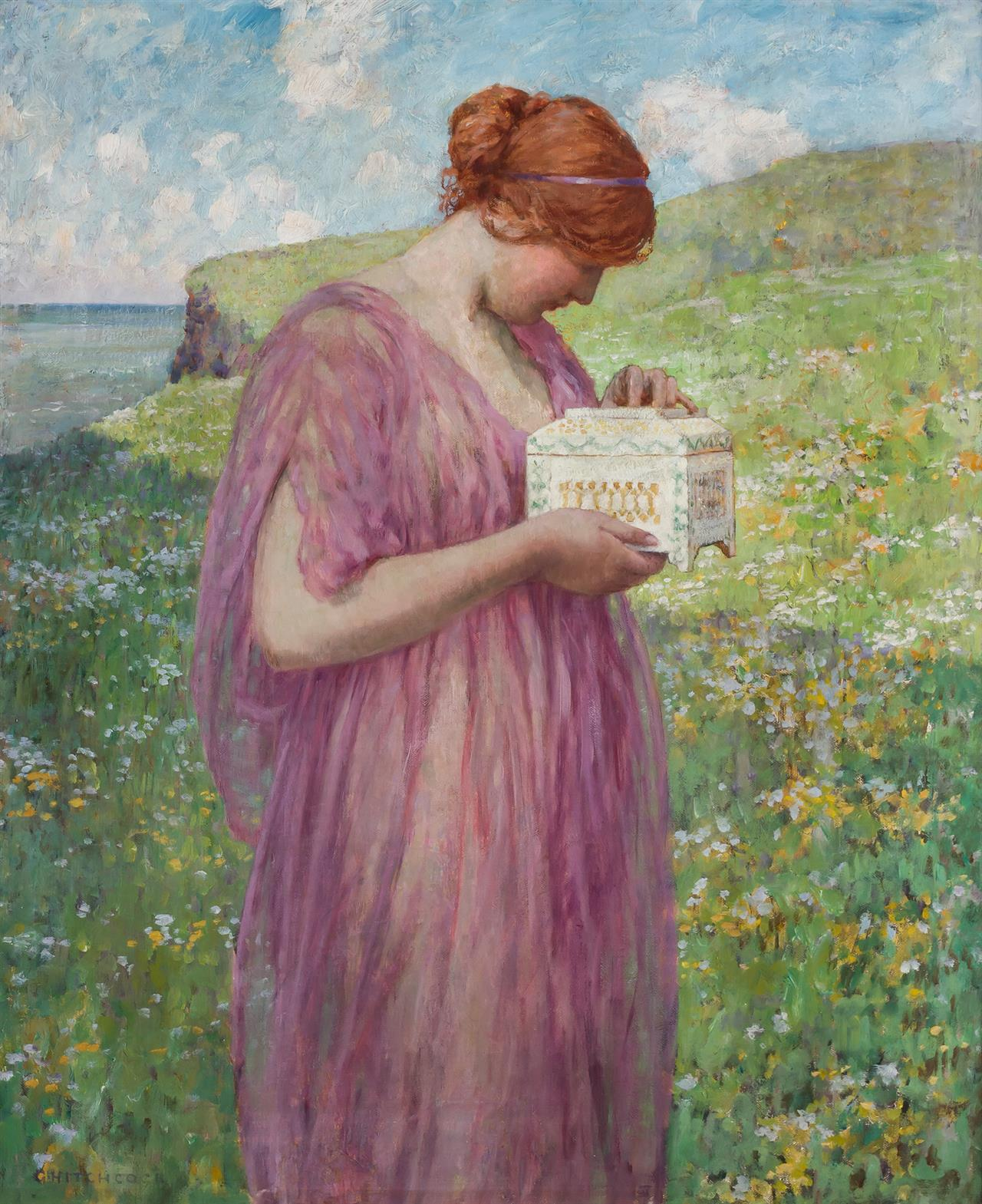
Pandora com sua caixa, por George Hitchcock.

Caixa de Pandora é um objeto da mitologia grega, peça central do mito de Pandora, a primeira mulher criada por Zeus, um dos mais conhecidos dentre as histórias míticas. Embora popularizado como uma "caixa" nas versões primitivas do mito tem-se que o recipiente seria um jarro.
Na versão mais conhecida conta-se que Pandora fora criada por Hefesto a mando de Zeus como forma de se vingar da humanidade após o titã Prometeu haver dado aos homens o segredo do fogo; enviada à terra para se casar com Epimeteu, irmão de Prometeu, levava consigo uma caixa com a recomendação de que jamais fosse aberta mas ela, sem conter a curiosidade, abre-a e com isso liberta de seu interior todos os males até então desconhecidos pelos homens (doenças, guerra, mentira, ódio, etc.); Pandora então tenta fechar a caixa mas mantém em seu interior apenas a esperança. No resumo de um dicionário enciclopédico: “Primeira mulher, segundo Hesíodo. Criada por Atena e Hefesto com todas as perfeições, Hermes fê-la curiosa e enganadora. Zeus entregou-lhe uma vasilha fechada, que Pandora destapou e todos os males que ela continha se espalharam pelo mundo”.
Como todos os mitos também este procura explicar a origem de fenômenos de difícil compreensão, além de ter influência sobre o pensamento e expressões cotidianas. Neste último sentido tem-se que a expressão "abrir a caixa de Pandora" (ou equivalente como "abrir o saco dos ventos", usada em Portugal, como menção aos "ventos" malignos libertados com a abertura da vasilha confiada a Pandora) significa "a origem de todos os males".
Sua menção mais antiga está na obra Os Trabalhos e os Dias, de Hesíodo.

## Mito
Segundo Pierre Grimal, Pandora é um "mito hesiódico, a primeira mulher, criada por Hefesto e por Atena, com o auxílio de todos os outros deuses, por ordem de Zeus. Cada um deles lhe atribuiu um dom: recebeu assim a beleza, a graça, a destreza manual, a capacidade de persuadir e outras qualidades. Mas Hermes colocou no seu coração a mentira e a astúcia. Hefesto fê-la à imagem das deusas imortais, e Zeus destinou-a à punição da raça humana, à qual Prometeu tinha acabado de dar o fogo divino. Foi esse o presente que todos os deuses ofereceram então aos homens, para lhes causar a desgraça".
Jean Chevalier e Alain Gheerbrant na obra "Dicionário dos Símbolos" explicam a estória: "Darei de presente aos homens, diz Zeus, um mal com que todos, do fundo do seu coração, desejarão rodear de amor a sua infelicidade".

## Similaridade com o mito japonês de Urashima Taro

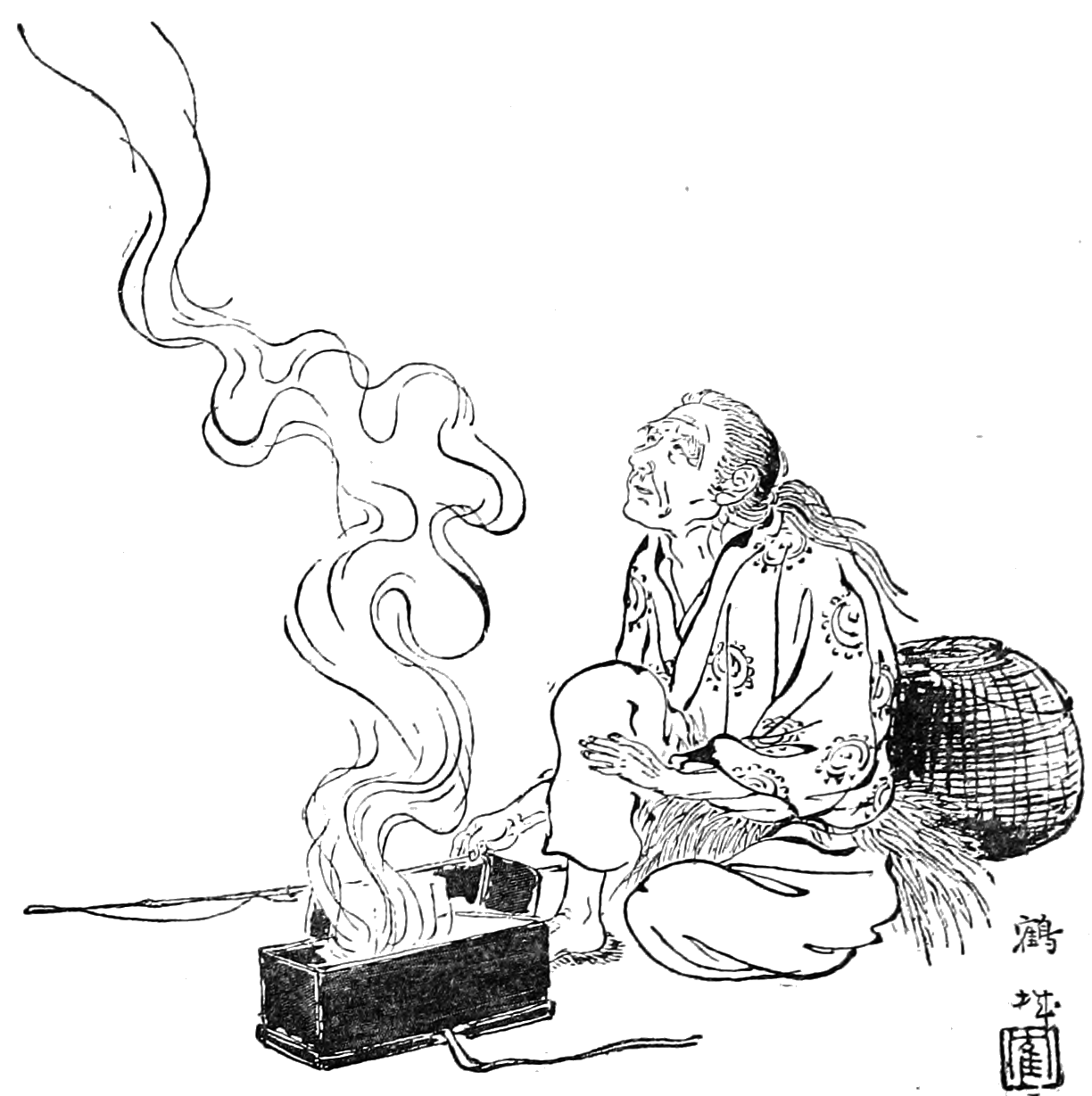
Urashima abre a caixa…

Existe na mitologia japonesa o mito de Urashima Taro que guarda semelhanças com a história de Pandora; Uroshima era um pescador que, após salvar uma pequena tartaruga que na verdade era a filha do senhor dos mares, é levado para o reino aquático onde tem um tratamento de luxos e festas mas, após algum tempo, sente saudade de casa e pede para voltar; recebe então uma caixa com a recomendação de somente abri-la quando estivesse já bastante velho e perto da morte; ao chegar a sua aldeia descobre que três séculos haviam se passado e perdera sua antiga vida; triste e sem ter atendido o chamado que fizera para a volta da princesa do mar, resolve abrir a caixa recebida e dela sai uma névoa que o envelhece; ouve então a voz da princesa que informa que nela estavam guardados os seus anos de vida: assim como no mito de Pandora, também aqui o personagem recebe um objeto cujo conteúdo desconfia ser valioso; em ambos os casos o objeto libera algo que oculta os maiores medos.

## Impacto cultural
Já em 1929 o filme A Caixa de Pandora (Die Büchse der Pandora, no original) do diretor alemão Georg Wilhelm Pabst, estrelado por Louise Brooks, serve-se do mito para representar a história da sedutora personagem que, após matar o marido, é chamada de Pandora durante seu julgamento.